# Club Defensor Arica
Maillots
Le Club Defensor Arica est un ancien club péruvien de football, aujourd'hui disparu, fondé le 18 décembre 1929 à Breña, district de Lima.

## Histoire
Champion de 2e division du Pérou en 1964, le Defensor Lima réussit sa première saison au sein de l'élite puisqu'il finit à la 3e place du championnat 1965. Quatre ans plus tard, sous la houlette du célèbre entraîneur Marcos Calderón, le club termine vice-champion du Pérou en 1969 et se qualifie ainsi à la Copa Libertadores l'année suivante, mais est éliminé dès le premier tour.
En raison de difficultés financières, en 1972, le Defensor Arica décide de jouer le championnat avec l'équipe réserve constituée entièrement de jeunes joueurs – d'où son surnom d'« équipe démantelée », equipo desmantelado en espagnol – pari qui ne réussit pas puisque le club est relégué en fin de saison. Il finira par disparaître quelques années plus tard.

## Résultats sportifs

### Palmarès
| Compétitions nationales                                                                             | Compétitions régionales                                    |
| - Championnat du Pérou : - Vice-champion : 1969. - Championnat du Pérou D2 (1) : - Champion : 1964. | - Liga Regional de Lima y Callao (1) : - Vainqueur : 1947. |

### Bilan et records
- Saisons au sein du championnat du Pérou : 8 (1965-1972).
- Saisons au sein du championnat du Pérou D2 : 17 (1948-1964).
- Participations en compétitions internationales : 1 (Copa Libertadores 1970).

## Personnalités historiques du Defensor Arica

### Anciens joueurs
| - Rubén Toribio Díaz - Ramón Mifflin - Julio Meléndez - José Navarro Aramburú | - Hugo Ocsas - Henry Perales - Ottorino Sartor - Andrés Zegarra |

### Entraîneurs marquants
- Fritz Mayer (1957)
- Emilio Vargas (1964-1965), champion du Pérou D2 en 1964[3].
- Julio Meléndez (1965-1966)
- Hugo Tassara (1966-1967)
- Benicio Acosta (1968-1968)
- Marcos Calderón (1969-1971), vice-champion du Pérou en 1969[2].
- Jaime de Almeida (1972)
- Daniel Ruiz (1972)